# Rudolf Abel
Rudolf Abel (1868 la Frankfurt am Oder - 1942)  a fost un bacteriolog german din Hamburg. De la el provine termenul Abel-Löwenberg-Bakterium o formă de bacterie capsulată, imobilă, gram negativă din familia Clebsiella.
Mai târziu lucrează la Ministerul de Cultură Prusac din Berlin, iar ulterior este numit profesor la catedra de igienă din Jena.